# Andrea Palmieri
Andrea Palmieri (ur. 15 lutego 1970 w Bari) – włoski duchowny katolicki, podsekretarz Papieskiej Rady do spraw Popierania Jedności Chrześcijan.

## Życiorys
6 stycznia 1995 otrzymał święcenia kapłańskie i został inkardynowany do archidiecezji Bari-Bitonto.
4 września 2012 został mianowany przez Benedykta XVI podsekretarzem Papieskiej Rady do spraw Popierania Jedności Chrześcijan.